# メガネウラ
メガネウラ (Meganeura) は、約3億年前の石炭紀に生息したオオトンボ類の一属。メガネウロプシスなどと並んで、30cm以上の長い翅をもつ巨大昆虫として知られている。

## 名称
学名 Meganeura は古代ギリシア語: μεγας（megas; メガース）「大きな」とνευρον（neuron; ネウロン）からなる合成語。したがってメガネ・ウラと切って読むのは誤読。νευρον とはもともと「腱」を指した言葉だが、「神経」の意味にも転用され、さらに転用された現代語「ニューロン」とも同系である。ここでは「翅脈 (しみゃく)」を指しており「巨大な翅脈を持つもの」との命名意図である。中国語では分類学的に「巨脈属」、総称は「巨脈蜻蜓」と呼ぶ。

## 発見
フランス中部のアリエ県コマントリ (Commentry) のグゼリアン期の炭層にて、本属の模式種（タイプ種）の化石標本が発見され、Brongniart 1884 により Dictyoneura の種（Dictyoneura monyi）として記載されたが、Brongniart 1885 以降では新属メガネウラの種（Meganeura monyi）として区別されるようになった。

## 特徴

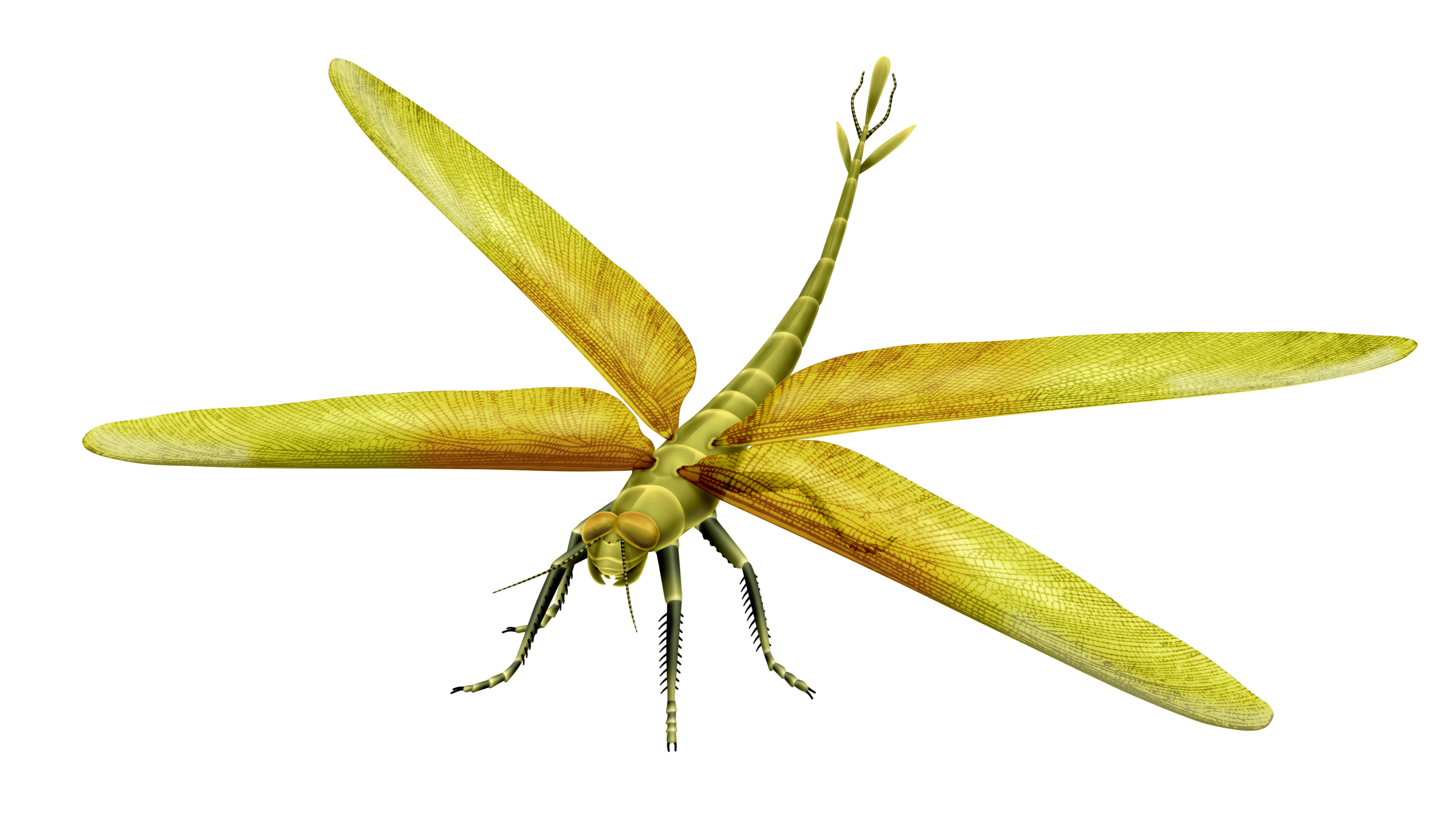
メガネウラの復元図（頭部は他の近縁種を基に復元される）

巨大昆虫として代表的な古生物であるが、他の多くのオオトンボ類に似て、化石標本の発見は不完全で、特に頭部はほぼ不明である。本属を含んだオオトンボ類の全てが大きかったわけではなく、翼開長が最小で約12 cmとトンボ類に相当の大きさの種も数多く存在したが、本属の Meganeura monyi、および同科の別属メガネウロプシス（Meganeuropsis）とメガティプス（Megatypus）の種類は、翼開長が飛び抜けて40-60cmほど（Meganeura monyi は64cm、Meganeuropsis permiana は66cm、Meganeuropsis americana は61cm、Megatypus shucherti は39cm）に達し、知られている限りの史上最大の昆虫である。これらのオオトンボ類は比較的単純な翅脈の構造から、トンボ類に見られるようなホバリングの能力はなく、翅を時折はばたかせながら滑空していたと考えられる。他のオオトンボ類と同様に捕食性（肉食性）であったと考えられており、森林より開けた環境で生息していたとされる。

## 生息時代
オオトンボ類は全体的に石炭紀からペルム紀初期にかけて生息していたが、本属の確定的な化石は石炭紀グゼリアン期のみから発見される。

## 巨大節足動物
古生代石炭紀には、昆虫であるメガネウラや多足類であるアースロプレウラを初めとする巨大な陸生節足動物が数多く知られ、その巨体に進化した理由にはいくつかの説があるが、当時の大気中の酸素濃度が現在よりも高値であったためとする説がよく取り上げられる。陸生節足動物の呼吸器官として昆虫と多足類に見られるような気管と気門があり、酸素は気管より直接取り込んで体内に拡散させており、その拡散範囲は数mm-cm程度であるため、節足動物の体の大きさはその範囲に限定されていることが知られた。しかし当時はシダ植物群の大繁殖によって大気の酸素濃度が約35%と高かったのでこれだけの体の大きさを維持することが出来たと考えられている。一部の種類は酸素濃度がそれほど高くはなかった時代にも見つかるため、その巨大化は高い酸素濃度より、むしろ別の要素（活発な捕食性脊椎動物による捕食圧がなかったことなど）に起因するとも考えられる。

## 分類
メガネウラ（メガネウラ属 Meganeura）はオオトンボ目（Meganisoptera、原トンボ目 Protodonataとも）に分類されるメガネウラ科（Meganeuridae）の模式属である。この類はトンボ（トンボ目 Odonata）ではないが、トンボやこれらに似たいくつかの化石昆虫と共にOdonatoptera上目を成している。本属と同じメガネウラ科に分類されるオオトンボ類は、他にメガネウロプシス（Meganeuropsis）とメガネウルラ（Meganeurula）などが知られている。